# Corps des chasseurs à pied en France
 (décembre 2023).
En France, le corps des chasseurs à pied est une subdivision de l'arme de l'infanterie dans l'Armée de terre française. Ce corps d'infanterie légère créé par Ferdinand-Philippe, duc d'Orléans à partir de 1837 est constitué des unités existantes et dissoutes partageant ses traditions, portant sa tenue bleue et se reconnaissant au travers de l'unique drapeau des chasseurs symbole de leur unité et de la cohésion de ce corps d'élite.
Depuis leur création et en raison de leurs nombreuses spécialités, les unités de chasseurs à pied ont été nommés : chasseurs d'Orléans, chasseurs alpins, chasseurs cyclistes, chasseurs portés, chasseurs à pied parachutistes, ou chasseurs mécanisés, mais ils sont distincts des chasseurs à cheval, des chasseurs d'Afrique, des chasseurs parachutistes ou des chasseurs forestiers dont l'histoire, les traditions et les tenues sont différentes.

## Historique du corps des chasseurs à pied

### Les origines

#### Ancien Régime
La première mention du terme de chasseur, dans un contexte militaire en France, apparaît en 1743, pendant la Guerre de succession d'Autriche, avec la création des chasseurs de Fischer, une troupe francs-tireur de l'armée royale, composée de quatre cents fantassins et de deux cents cavaliers. Cette unité se transforme en 1761, après la mort de Fischer, en un corps mixte de huit cents hommes, les Chasseurs Dragons de Conflans. D'autres troupes légères apparaissent, comme les arquebusiers de Grassin en 1744 et les fusiliers de Molière, en 1745, les volontaires de Gantès, les volontaires Bretons et les volontaires du Dauphiné en 1746, les volontaires du Hainaut en 1747 et les volontaires royaux.
En 1763, toutes ces troupes sont transformées en sept légions, comprenant chacune huit compagnies de dragons, huit de fusiliers et une de grenadiers, il existe : la légion de Conflans, la légion de Condé, la légion du Hainaut (légion Loraine, en 1768), les volontaires de Soubise (devient 6e légion de Soubise, en 1768), volontaires de Flandre».
À partir de 1776, le comte de Saint-Germain, lors de la réforme, fait former par les 108 régiments d'infanterie, deux compagnies d'élite, une de grenadier et une de chasseurs, en incorporant toutes ces unités disparates. En 1784, cependant six nouveaux bataillons indépendants sont recréés, pour appuyer les régiments de chasseurs à cheval, ce sont les bataillons de chasseurs des Alpes, des Pyrénées, des Cévennes, des Vosges, du Gévaudan et des Ardennes. Par la suite, en 1787, les bataillons sont de nouveau séparés des chasseurs à cheval, et six nouveaux sont créés. Ces douze bataillons prennent, le nom de leur région de recrutement, on a ainsi trois bataillons de chasseurs royaux de Corse, du Dauphiné, de Provence, et neuf bataillons de chasseurs corses, cantabres, bretons, d'Auvergne, des Vosges, des Cévennes, du Gévaudan, des Ardennes, du Roussillon. Ces troupes portent une tenue distinctive, vert forestier, et des cors de chasse apparaissent sur le retroussis de l'habit.

#### Révolution et Premier Empire
La compagnie de chasseurs des régiments d'infanterie est transformée en deuxième compagnie de grenadier, dès 1789. Les bataillons indépendants subsistent, parfois épaulés par des unités de volontaires, comme les chasseurs de Vandamme ou les chasseurs basques. Avec la réforme de l'armée de 1793, les bataillons indépendants de chasseurs et les unités volontaires sont amalgamées, pour former les demi-brigade d'infanterie légère, les tenues vertes sont abandonnées au profit de la tenue bleue de la ligne. Au moment de la réforme de 1796, il existe trente et une demi-brigades légères. Ces dernières en lieu et place des compagnies de fusiliers, emploient les chasseurs pour former les compagnies du centre, ou de ligne. La demi-brigade, puis le régiment d'infanterie légère, comprend alors quatorze, puis douze compagnies de chasseurs, qui sont appuyées par des voltigeurs et des carabiniers. Par la suite Napoléon Ier, en fixe le nombre à vingt-sept, la carabine peu pratique, est elle aussi délaissée au profit du fusil standard de l'infanterie. Au sein de la Garde impériale, Napoléon Ier emploie aussi plusieurs régiments d'élite, formés uniquement de chasseurs, ce sont les 1er et 2e chasseurs, ainsi que le 1er régiment de fusiliers-chasseurs et le Régiment de flanqueurs-chasseurs de la Garde impériale, constitué de forestiers, de fils de forestiers ou d'aspirants au métier de forestier.
À la Seconde Restauration, chacune des légions départementales est censée comporter un bataillon à huit compagnies de chasseurs à pied. Par la suite en 1820, sont recréés de nouveau des régiments d'infanterie légère, mais comme leurs équivalents du Premier Empire, seuls quelques détails sur la tenue, comme le rétablissement des tenues vertes, les distinguent encore de la ligne.

### La monarchie de Juillet

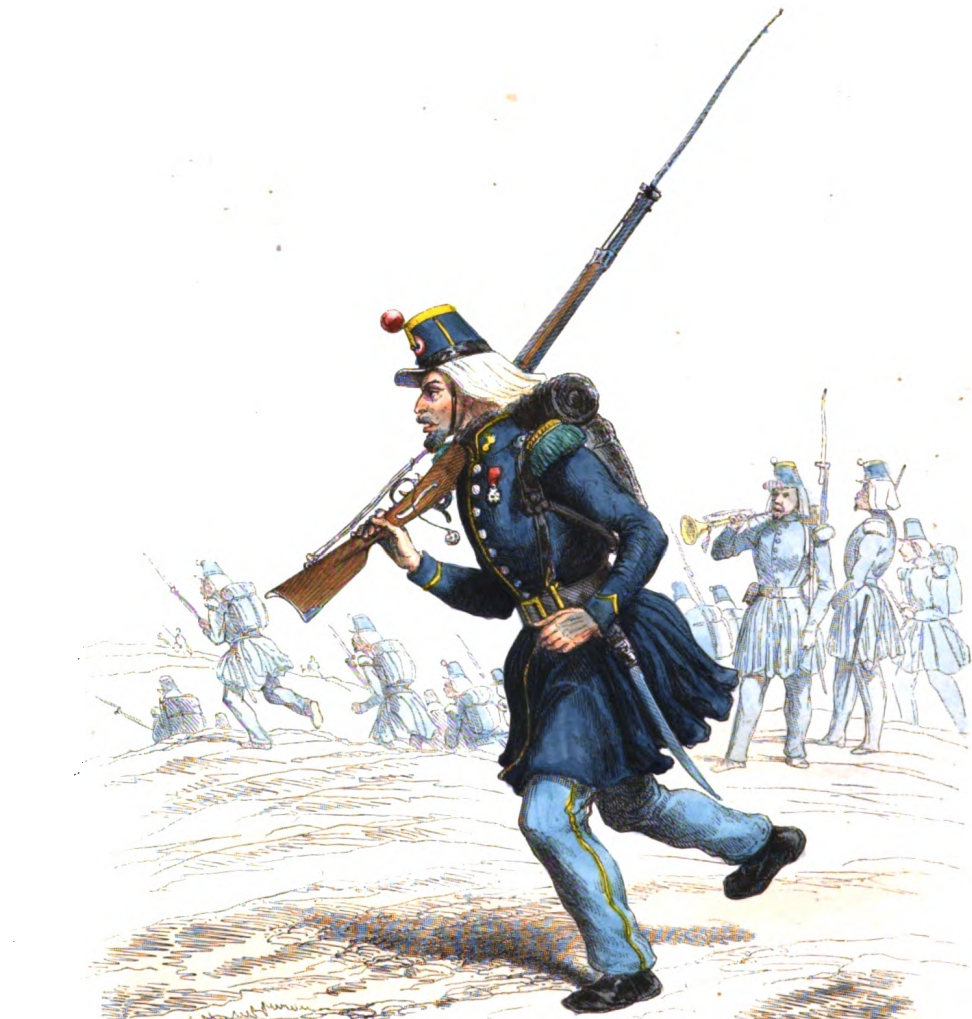
Carabiniers de chasseurs à pied, dénommés chasseurs d'Orléans le 19 juillet 1842
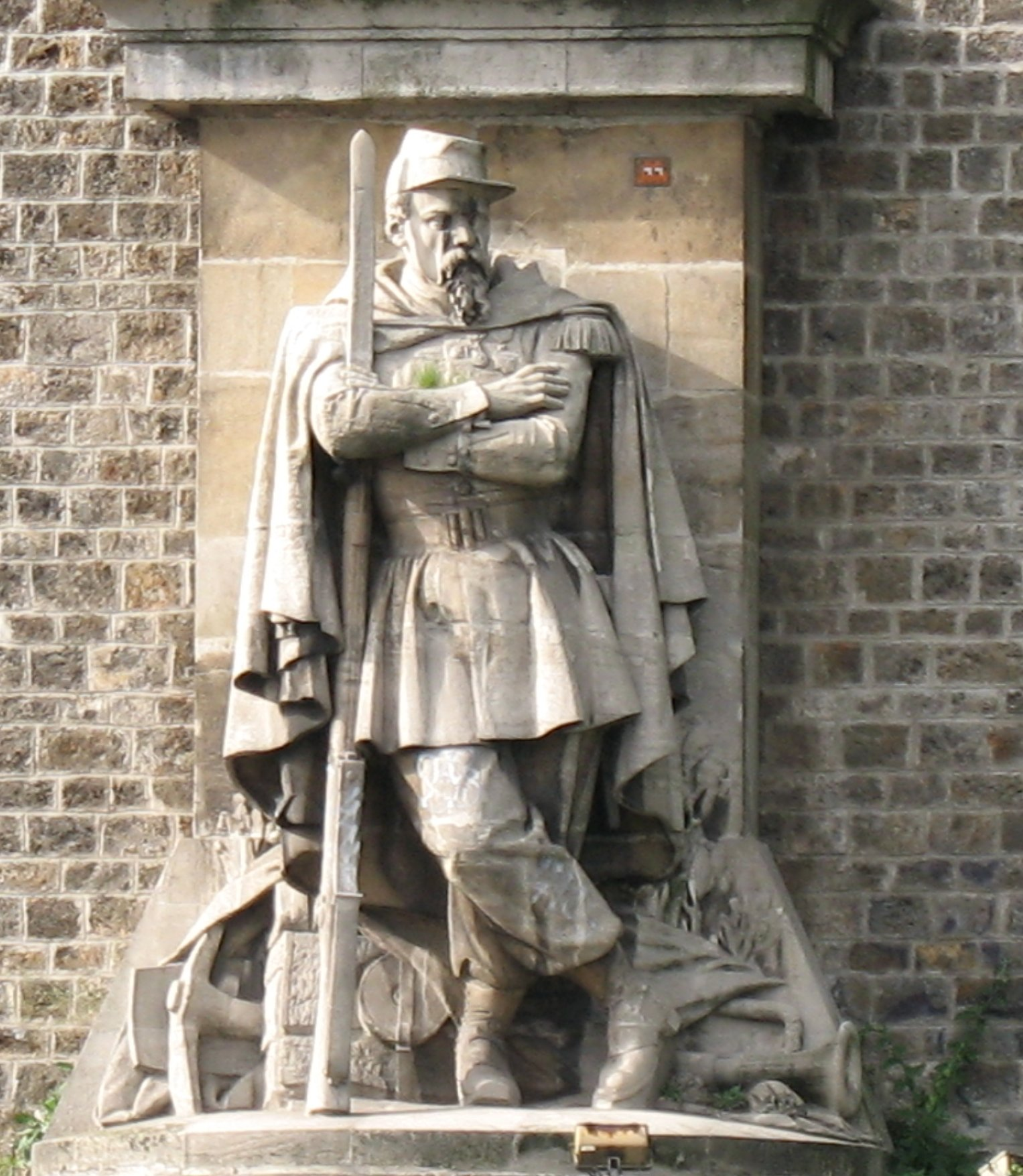
Le chasseur à pied d'Auguste Arnaud (1825-1883) du pont de l'Alma, maintenant à la redoute de Gravelle (bois de Vincennes, près de Joinville-le-Pont

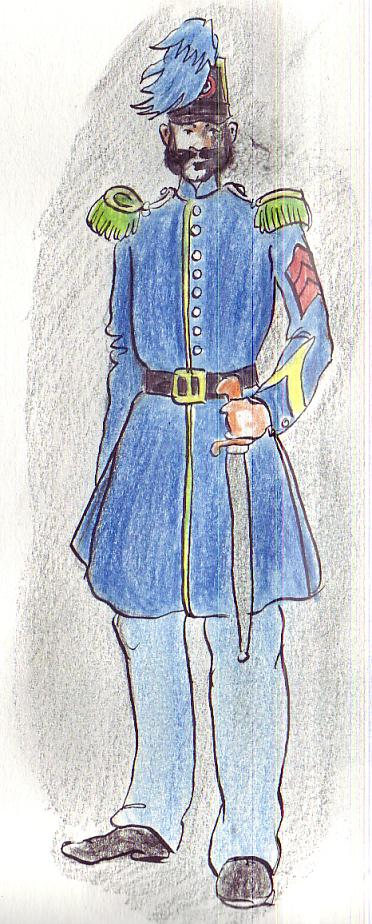
Chasseur à pied 1840

De nouveaux progrès dans la fabrication des armes à feu permettent l’émergence d’un nouveau type d'infanterie légère : en 1833, Delvigne met au point une carabine rayée, presque aussi facile à charger qu'un fusil. La création d'unités de compagnies franches de franc-tireurs, pourtant décidée, n'est pas appliquée, et il faut attendre que le colonel Pontcharra perfectionne l'arme de Delvigne, en lui adjoignant un sabot permettant de forcer la balle à l'intérieur du canon, pour que l’idée soit enfin exploitée. Ferdinand-Philippe d'Orléans crée alors à titre expérimental le 14 novembre 1838, avec l'aide de Charles d'Houdetot, une unité d’infanterie spéciale, pour expérimenter de nouvelles tactiques d’infanterie légère, la "Compagnie de chasseurs d'essai", casernée à Vincennes d'où leur autre dénomination de "Chasseurs de Vincennes" ou "Tirailleurs de Vincennes".
Armés de carabines Delvigne-Pontcharra modèle 1837, équipées d'un sabre-baïonnette, ces fantassins subissent un solide entraînement physique et bénéficient d'une instruction très poussée sur le tir, pratiquant le tir couché et à l'aide de la hausse, l’objectif étant qu’ils puissent agir aussi bien dans des contextes d’embuscade ou des coups de main que sur le champ de bataille.
Ils sont aussi pourvus d'une tenue plus commode et légère que l'infanterie de ligne, éliminant les buffleteries blanches, au profit d'un ceinturon noir plus discret et moins gênant, la tunique est bleue, le pantalon bien que garance, est d’une coupe large. Satisfait, lors d'une revue le 4 avril 1838, Louis-Philippe décide d'augmenter l'effectif et de former un bataillon provisoire à six compagnies. Formée le 14 novembre, l'unité est définitivement adoptée par l'ordonnance du 28 août de l'année suivante. La tenue est de nouveau repensée et on adopte le bleu-roi avec un liseré jonquille. Le bataillon part alors pour l’Algérie, sous le commandement de son parrain, le duc d’Orléans.
L’essai est concluant et le 28 septembre 1840 on crée dix bataillons de chasseurs à pied, non enrégimentés. Ces unités sont formées au camp d’Helfaut, près de Saint-Omer, jusqu’au 4 avril 1841. Elles reçoivent leur drapeau des mains du roi Louis-Philippe le 4 mai 1841. Les bataillons rejoignent ensuite leurs garnisons. Le 1er bataillon est à Metz, le 2e à Vincennes, le 4e à Besançon, le 7e à Strasbourg et le 9e à Toulouse.
Les 3e, 5e, 6e, 8e et 10e bataillons partent alors pour l’Algérie. Face aux troupes d'Abd El-Kader, ils se couvrent de gloire à plusieurs reprises, et en particulier à la bataille de l'Isly et celle de Sidi-Brahim. Cette dernière devient l’emblème de ce nouveau corps de troupe. À la suite de la mort de leur parrain, le 13 juillet 1842, le 19 juillet, les bataillons deviennent des bataillons de chasseurs d’Orléans : ils gardent officiellement cette dénomination jusqu’à l’avènement de la Deuxième République, en 1848, où ils reprennent celle de chasseurs à pied.

### Second Empire
À l’approche de la guerre de Crimée, en 1853, Napoléon III décide de créer dix bataillons supplémentaires. Douze bataillons de chasseurs sont engagés dans la campagne. Il forme aussi un bataillon de la Garde.
La 3e série de bataillon de chasseurs à pied est créé le 28 septembre 1855, le 21e se forme à Metz, tandis que le 22e se constitue à Grenoble. Tous deux sont dissous en 1856.
La guerre paraissant inévitable avec l'Autriche, un décret du 14 mars 1859 les bataillons de chasseurs formèrent un bataillon de guerre de 6 compagnies et un dépôt de 4 compagnies.
Le 21e bataillon de chasseurs à pied est réorganisé le 21 novembre 1870 à Saint-Denis. Ces vingt-et-un bataillons de chasseurs à pied combattent lors de la guerre franco-prussienne de 1870, ils sont rejoints par trente-quatre bataillons de marche, formés par les compagnies de dépôt. À la fin de la guerre, le nombre de bataillons de chasseurs à pied est fixé à trente, le bataillon de la Garde devenant le vingt-quatrième.

### IIIeRépublique

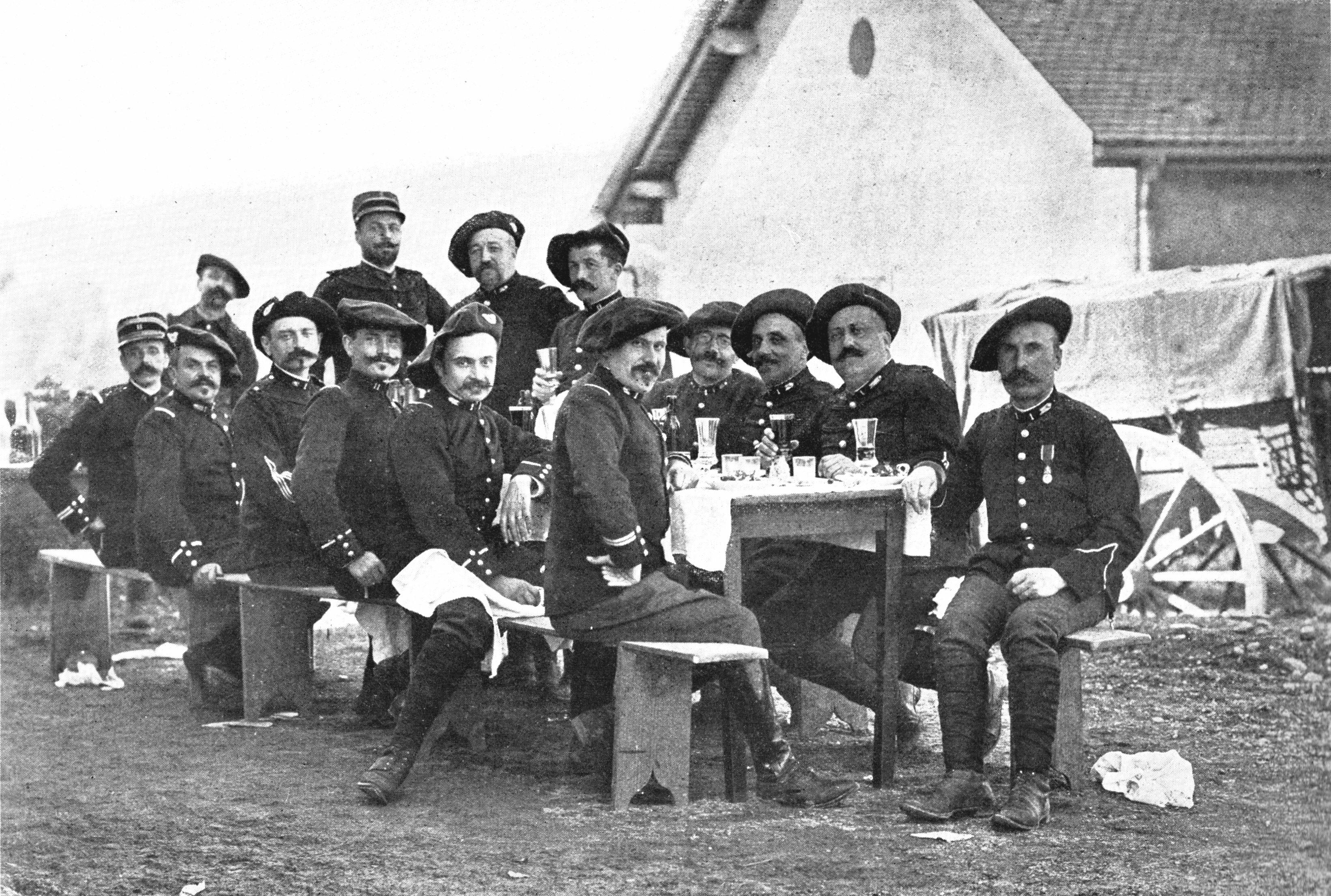
Un groupe d'officiers du 1^{er} bataillon territorial de chasseurs alpins et 11e chasseurs alpins pendant une halte dans les montagnes d'Annecy, la ville de garnison du bataillon, en octobre 1897. Avec eux est le futur président de la République, le lieutenant Raymond Poincaré.

Les bataillons de chasseurs participent alors à de nombreuses expéditions coloniales françaises, en Tunisie pendant l'année 1881, au Tonkin et en Annam, où le 11e BCP se distingue, à Madagascar, en 1895, où est envoyé un bataillon provisoire, le  40e BCP, formé de volontaires.

#### La spécialisation
Il faut bien noter que les diverses et successives spécialisations des chasseurs à pied ne changent rien à leur appellation ou tradition. D'ailleurs certains « numéros » sont passés d'une spécificité à une autre, et ceci même à plusieurs reprises.
Après la guerre de 1914-1918 par exemple les 9e, 15e, 18e, 20e et 25e bataillons de chasseurs à pied ont été alpinisés, alors que le 30e bataillon alpin est redevenu « à pied ».
Le 24e bataillon de chasseurs à pied est devenu alpin en 1888, puis est devenu « porté » puis mécanisé à la fin de la 2de Guerre mondiale et enfin est redevenu alpin, après sa dissolution en Allemagne et sa recréation à Barcelonnette en 1991. Cela prouve bien que mécanisé, porté, cycliste, aéroporté (5e), parachutiste (10e) ou alpin, il n'est que chasseur à pied…

#### Leschasseurs alpins
À la suite des initiatives du lieutenant-colonel Zédé et du commandant Arvers, qui explorent les possibilités de guerre en milieu montagnard, en 1888, douze des bataillons sont transformés en bataillons alpins de chasseurs à pied (BACP=, plus spécialisés dans le combat en milieu montagneux et notamment de haute-montagne.
Ces douze unités sont regroupées dans deux corps de montagne :
- le  14e corps à Lyon, qui regroupe, le 11e BACP à Annecy, le 13e à Chambéry, le 14e à Embrun, le 22e à Albertville et les 12e, 28e et 30e BACP, casernés à Grenoble ;
- le  15e corps à Nice, lui emploie, les 6e et 7e BACP de Nice, le 23e à Grasse, le 24e à Villefranche et le 27e BACP à Menton.

La création de ces nouvelles forces adaptées au combat dans le massif des Alpes répond à une dégradation des relations avec l'Italie, qui vient d'adhérer en 1882 à la Triplice.
Chacun des bataillons est formé de six compagnies de 154 hommes, sous le commandement d'un chef de bataillon, ou d'un lieutenant-colonel.
L'équipement spécialisé, sommaire dans les premiers temps, se perfectionne au fur et à mesure que la troupe prend de l'expérience dans ce nouveau milieu. La coiffe choisie est la tarte ou galette, un béret très large que l'on plaque sur l'oreille droite. Un bâton de montagne avec une poignée en forme de corbin complète la tenue, mais par la suite le piolet, les skis, et les raquettes font leur apparition dans les compagnies.

#### Les groupes de chasseurs cyclistes
Les premières expériences avec la toute nouvelle bicyclette ont lieu dès 1899, au sein d'unités provisoires de chasseurs à pied. Les essais étant encourageants, chacun des 2e, 4e, 9e, 18e et 25e BCP forment alors en 1903 une sixième compagnie, dotée de la bicyclette pliante Gérard.
En 1913, dix des BCP constituent un groupe cycliste, destiné à être intégré aux divisions de cavalerie. Ces nouvelles unités, gardent la tenue bleue des chasseurs, mais aussi l'écusson du corps dont ils sont issus, à savoir 1er, 2e, 4e, 13e, 15e, 18e, 19e, 25e, 26e et 29e BCP.
Au cours de la guerre, quatre des groupes sont dissous, puis le 2e en 1923, les cinq derniers subsisteront jusqu'au 5 mai 1929, leurs traditions (y compris les croix de guerre gagnées par les chasseurs de ces unités) étant alors reprises par les bataillons de dragons portés, alors en formation au sein des divisions de cavalerie.

### La Grande Guerre et lesdiables bleus
Pendant la Grande guerre, les chasseurs sont répartis en 78 bataillons (31 d'active, 31 de réserve, 7 bataillons alpins territoriaux et 9 bataillons de marche). Chaque division d'infanterie devant en principe se composer d'au moins un bataillon de chasseurs (BCP ou BACP).
En 1913 est créé le 31e BCP ; à l'entrée en guerre, il existe donc trente et un bataillons d'active de chasseurs.
Ils forment chacun un bataillon de réserve, dont le numéro est celui du corps d'origine augmenté de quarante, donnant ainsi du 41e au 71e bataillons. De plus, sept bataillons de chasseurs alpins territoriaux sont créés, et neuf bataillons de marche, les 32e, 102e, 106e, 107e, 114e, 115e, 116e, 120e et 121e BCP sont créés. Il existe donc pendant la guerre soixante dix-huit bataillons de chasseurs à pied et alpins, et dix groupes cyclistes. En 1916, les BACP deviennent des BCA ou bataillons de chasseurs alpins.
Trois divisions furent entièrement formées par des unités de chasseurs, les 46e, 47e et 66e divisions d'infanterie, surnommées « divisions bleues ».
Devant leur combativité et leur opiniâtreté, les Allemands surnomment les chasseurs, schwarze Teufel, les diables noirs qui deviennent en français les Diables bleus en référence à leur tenue sombre. Le surnom a été donné pour la première fois aux chasseurs alpins, qui se battaient en 1915 sur le front des Vosges au côté des Diables rouges, surnom donné aux fantassins du 15/2 (152e RI).
Plusieurs bataillons sont engagés à l'extérieur, le 58e dans l'Armée d'Orient, le 6e BCA à Corfou et deux des divisions bleues, les 46e et 47e divisions d'infanterie sont envoyées au secours de l’Armée italienne à partir de l’automne 1917.

#### Garnisons des bataillons en 1914
| - 1er : Senones, - 2e : Lunéville, - 3e : Saint-Dié, - 4e : Saint-Nicolas-de-Port, - 5e : Remiremont, - 6e : Nice, - 7e : Draguignan, - 8e : Étain, - 9e : Longuyon, - 10e : Saint-Dié, - 11e : Annecy, | - 12e : Embrun, - 13e : Chambéry, - 14e : Grenoble, - 15e : Remiremont, - 16e : Conflans Labry, - 17e : Baccarat, - 18e : Longuyon, - 19e : Verdun, - 20e : Baccarat, - 21e : Raon-l'Étape, - 22e : Albertville, | - 23e : Grasse, - 24e : Villefranche-sur-Mer, - 25e : Saint-Mihiel, - 26e : Pont-à-Mousson, - 27e : Menton, - 28e : Grenoble, - 29e : Saint-Mihiel, - 30e : Grenoble, - 31e : Saint-Dié. |

#### Composition des bataillons de chasseurs
Il s'agit de la composition théorique des bataillons de l'armée active à la veille de la guerre.
Le bataillon est commandé par un chef de bataillon. Son effectif total est d'environ 30 officiers et 1 700 hommes. L'effectif réglementaire des bataillons de chasseurs alpins était de 32 officiers et 1 550 hommes.
Chaque bataillon de chasseurs à pied est constituée de
- 6 compagnies de 250 hommes commandées par un capitaine. Chaque compagnie est elle-même divisée en 4 sections. Chaque section s'articule en 2 demi-sections, soit 4 escouades.
Une escouade comprend 15 chasseurs placés sous le commandement d'un caporal.
L'effectif d'une compagnie comprend :
  - officiers : le capitaine, 3 Lieutenants, un sous-lieutenant ou un adjudant-chef,
  - sous-officiers : 1 adjudant, 1 sergent-major, 1 sergent fourrier, 8 sergents,
  - caporaux et hommes du rang : 1 caporal fourrier, 16 caporaux, 2 tambours, 2 clairons, 1 infirmier, 4 brancardiers, 1 tailleur, 1 cordonnier, 1 cycliste, 3 conducteurs et 210 soldats,
- une section hors- rang qui comprend des artificiers, armuriers, secrétaires, ordonnances, sous-officiers d'approvisionnement, maréchaux-ferrants, bouchers et conducteurs,
- une section de mitrailleuses de 2 pièces.

#### Décorations
Au cours de la Grande Guerre, les unités de chasseurs obtiennent : 
- 242 citations à l'ordre de l'Armée,
- 5 fourragères rouges aux couleurs de la Légion d'honneur (6e, 8e, 16e, 27e et 30e),
- 24 fourragères aux couleurs de la médaille militaire,
- 41 fourragères aux couleurs de la croix de guerre.

#### Pertes
L'effectif total des corps de chasseurs, d'environ 72 000 hommes, est constamment renouvelé car les pertes totales dans ces unités au cours de la guerre sont de 82 000 morts.

### L'entre-deux-guerres
À l'armistice, les bataillons de réserve, territoriaux et de marche sont dissous, faisant retomber le nombre de bataillons à trente et un. Mais ces unités ne restent pas inactives, outre les tâches d'occupation en Rhénanie, sept bataillons sont envoyés soutenir le gouvernement polonais contre l'offensive de l'Armée rouge (6e, 7e, 13e, 15e, 23e, 24e et 27e  BCA et le 29e BCP), entre 1920 et 1924. Par la suite, les 15e, 23e, 24e 25e et 27e BCA, participent à la pacification du Rif, au Maroc, en 1925, alors que les 7e et 13e BCA sont envoyés en Tunisie
En 1929, une nouvelle vague de suppression réduit le nombre de bataillons à vingt et un. Cependant en 1937, sont recréés les 5e et 17e comme bataillons de chasseurs portés, embarqués sur des tracteurs Lorraine, et destinés à former l'infanterie des futures divisions cuirassées de réserve.

### LaSeconde Guerre mondiale

#### Garnisons des bataillons de Chasseurs en 1939
| Chasseurs à pied - 1er : Strasbourg, - 2e : Mulhouse, - 4e : Colmar, - 8e : Toul, - 10e : Saverne, Monswiller, - 16e : Toul, - 29e : Gérardmer, - 30e : Saint-Nicolas-de-Port, - 31e : Mulhouse. | Chasseurs alpins - 6e : Grenoble, - 7e : Albertville, - 9e : Antibes, - 11e : Gap, - 13e : Chambéry, - 15e : Barcelonnette, - 18e : Grasse, - 20e : Antibes, - 22e : Nice, - 24e : Villefranche-sur-Mer, - 25e : Menton, - 27e : Annecy. | Chasseurs portés - 4e : Colmar, - 5e : Bruyères, - 17e : Rambervillers. |

#### Les chasseurs durant le conflit
À la mobilisation, sont formés huit nouveaux bataillons, ainsi que quinze bataillons de réserve A, numérotés de 41 à 71. Sont aussi formés le 199e bataillon de chasseurs de Haute Montagne, issu de l'école de Haute Montagne de Chamonix, et dix bataillons de chasseurs pyrénéens, numérotés de un à dix.
En février 1940, les 4e et 16e BCP sont eux aussi transformés en bataillon de chasseurs portés. En avril, deux demi-brigades, la 5e et la 27e, sont envoyées en Norvège, lors de l'expédition de Narvik.
À la suite de l'armistice, seuls subsistent les 1er (Belley), 2e (Jujurieux), 8e (Magnac-Laval), 10e (Neuville /Ain), 16e (Limoges) et 30e (Confolens) BCP, ainsi que les 6e (Grenoble), 13e (Chambery), 20e (Digne), 24e (Hyères), 25e (Hyères) et 27e BCA (Annecy).
Au sein des Forces françaises libres, l'éphémère Bataillon de chasseurs de Camberley est constitué avec les éléments rapatriés de Norvège puis est fondu dans la 1re division française libre, en 1941.
Le 1er juillet 1941 est créé au camp de la Valbonne (Ain) le 33e bataillon de chasseurs à pied. Formé pour aller combattre en Syrie, les combats ayant cessé au Levant le 14 juillet, cet éphémère bataillon est dissous le lendemain 15 juillet.
Les unités de l'armée de Vichy sont dissoutes lors de l'invasion de la zone libre en novembre 1942. Seul le 2e BCP se distingue au moment de la défense du camp retranché de Toulon, envahi le 27 novembre, entraînant le sabordage de la flotte.
Les anciens cadres et chasseurs constituent cependant la base de nombreux maquis de la résistance, ainsi celui des Glières, où participent de nombreux anciens chasseurs du 27e BCA. C'est pourquoi à la Libération, de nombreuses unités FFI se transforment en une vingtaine de bataillons de chasseurs, qui sont engagés aussi bien contre les poches de l'Atlantique qu'en Allemagne.

### De 1945 à 1962
Après guerre, il existe dix-neuf bataillons, dont quatre en France (1er, 5e, 17e et 31e), neuf au sein des Forces françaises en Allemagne (2e, 4e, 8e, 16e, 19e, 20e, 24e, 29e et 30e), et six au sein de la 2e chasseurs, alors en Autriche.

#### Guerre d'Indochine
Seule une compagnie de marche, formée par les alpins des 6e, 11e, 13e et 27e BCA est envoyée en Indochine, crée le 1er janvier 1947 commandée par le Capitaine Desserteaux  mais le 10e B.C.P recréé en 1947 au Maroc, comme 10e bataillon parachutiste de chasseurs à pied, est envoyé au Tonkin en 1950, puis dissous en août 1952 et transformé en 3e bataillon de parachutistes de la nouvelle armée vietnamienne.

#### Guerre d'Algérie
Par contre, la guerre d'Algérie provoque la création en masse de nouvelles unités de chasseurs, remontant provisoirement leur nombre à vingt-sept. Ainsi trois bataillons sont composés de soldats du contingent émanant du grand ouest formés au centre d'instruction de Granville, le 28e BCA  qui agit dans le secteur de Sidi Aïch (vallée de la Soummam), le 29e BCP est basé à El Kseur (avec son commando de chasse de PK 17 : le V 94), sur la Soummam et le 31e BCP dans la région de Tiaret.
En Tunisie 3 bataillons : le 12 le 14 le 25 dans la région du Kef, sous le commandement du colonel Putz tué à Laverdure, Algérie le 28 février 1957 .

### De 1962 à aujourd'hui
Après la guerre d'Algérie, l'effectif des chasseurs diminue de nouveau. Ils se répartissent en deux spécialités, alpins et portés, qui plus tard sont qualifiés de « mécanisés ». Si les unités alpines conservent l'appellation traditionnelle de bataillon, les anciens chasseurs à pied, devenus « portés » ou « mécanisés », deviennent des groupes de chasseurs.
Les groupes de chasseurs mécanisés sont alors au nombre de sept (1er, 2e, 8e, 16e, 19e, 24e et 30e GC) et les bataillons alpins, de cinq (6e, 7e, 11e, 13e, 27e BCA). Il existe aussi plusieurs unités de réserve, les 15e, 22e, 53e et 67e BCA et les 10e, 29e, 31e BCP et le 41e GCP. Avec l'abandon de la conscription, leur nombre diminue encore de façon drastique : en 1994, il ne subsiste plus que trois groupes de chasseurs mécanisés, les 8e, 16e et 19e GC. Finalement, seul le 16e réussit à échapper à la dissolution. Toutes les unités de réserve, elles, sont supprimées. Du côté des alpins, la fonte est moins importante, puisqu'il existe encore trois bataillons de chasseurs alpins, les 7e, 13e et 27e, de plus le 24e GC basé à Tübingen dans le cadre des FFA (Forces Françaises en Allemagne) dissous en 1991, voit ses traditions reprises par le Centre d’entraînement de montagne de Barcelonnette (CIECM), qui devient le 24e BCA, en octobre 1993, mais il est dissous à son tour définitivement en 2008.
Redevenu 16e bataillon de chasseurs, le 16e BC, unique unité de chasseurs mécanisés, est transféré en France en 2010. Il s'implante à Bitche en lieu et place du 57e régiment d'artillerie, dissous. Il reprend le nom de 16e bataillon de chasseurs à pied en 2019.
Le 1er juillet 2016, le "Centre d'entrainement au combat, le 5e Régiment de dragons" (CENTAC/5e RD) perd son appellation de tradition alors que le 5e RD redevient un régiment de chars de l'ordre de bataille. Il est décidé de confier au CENTAC les traditions du 1er Groupe de chasseurs. Le centre devient à compter de cette date "Centre d'entrainement au combat, le 1er Bataillon de chasseurs" (CENTAC/1er BC), puis Centre d'entrainement au combat, le 1er Bataillon de chasseurs à pied" (CENTAC/1er BCP).

## Les traditions des Chasseurs à pied

### Le drapeau unique

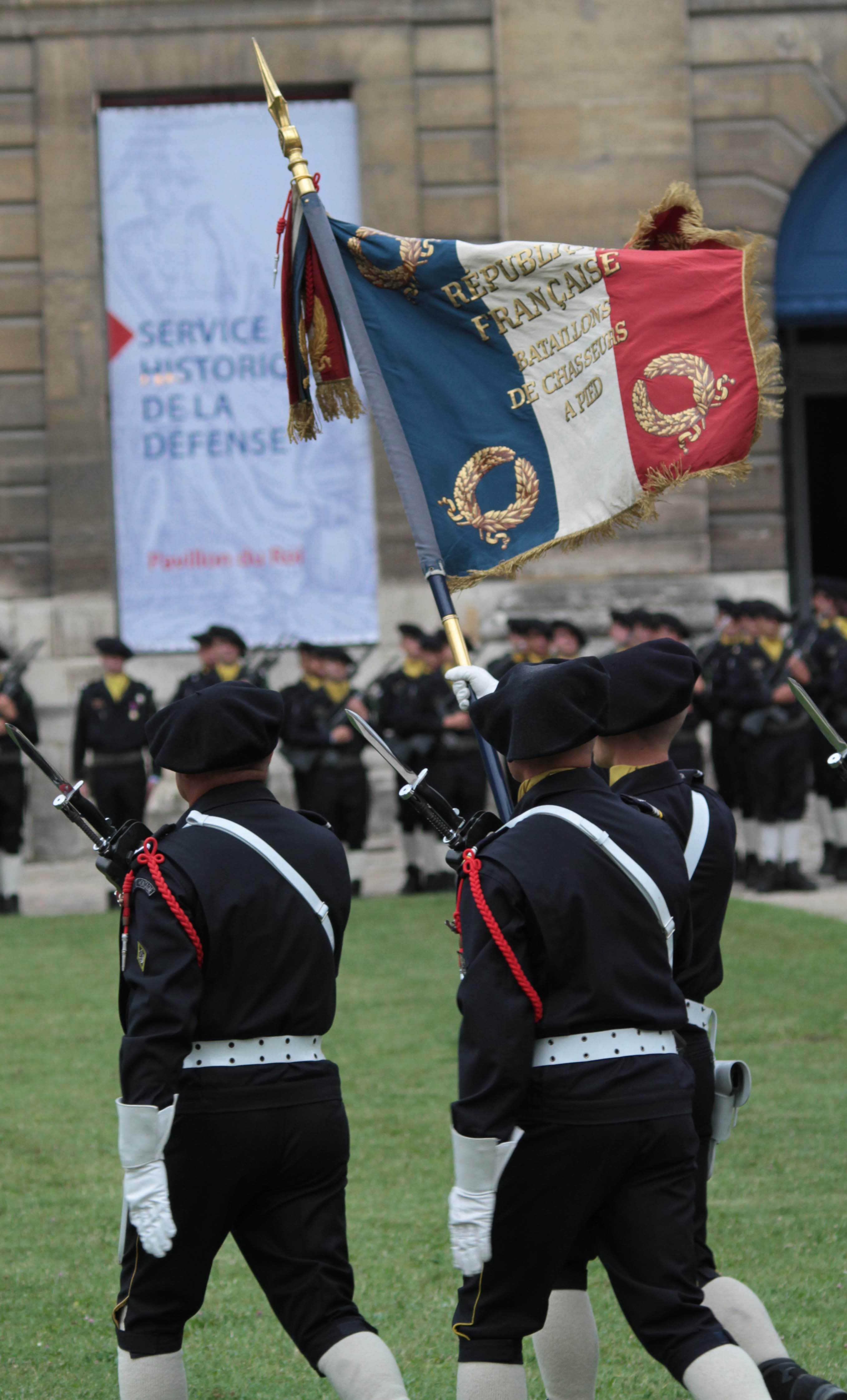
Le drapeau des chasseurs à Vincennes, le 17 septembre 2011

Les chasseurs sont regroupés au sein de bataillons ou de groupes indépendants, qui ne dépendent pas de régiments. Le drapeau étant un insigne régimentaire, il fut décidé de n'en remettre qu'un seul pour tous les corps de chasseurs, que les unités gardent à tour de rôle. Le premier drapeau est remis au 2e BCP, par Louis-Philippe Ier, le 4 mai 1841. Cet unique drapeau porte en conséquence tous les faits d'armes accomplis par les différents bataillons.
- Le deuxième drapeau (1848-1852)
- Le troisième drapeau (1852-1854)
- Le quatrième drapeau (1854-1870)
- Le cinquième drapeau (1870-1880)
- Le sixième drapeau (1880-1902-1925)
- Le septième drapeau (1925-1960)
- Le huitième drapeau (1942-1942-1945)
- Le neuvième drapeau (1945-1950)
- Le dixième drapeau (1950-1960)
- Le onzième drapeau (1960)

La hampe était surmontée d'une pique dorée portant à base dans un cartouche oblong, sur la face: « R.F. », et sur le revers: « Chasseurs à pied ».
Inscriptions sur la soie
- sur l'avers: « République Française - Bataillons de Chasseurs à pied ».
- sur le revers: « Honneur et Patrie ». Aux 4 angles une couronne de laurier.
  - sur le rouge:
    - Blaregnie 1940
    - Norvège 1940

  - sur le blanc
    - Isly 1844
    - Sidi-Brahim 1845
    - Sébastopol 1854-1855
    - Solférino 1859
    - Extrême-Orient 1885-1888
    - Madagascar 1895
    - Maroc 1912-1914
    - Grande Guerre 1914-1918

  - sur le  bleu:
    - Les Glières 1944
    - Indochine 1950-1952
    - AFN (1952-1962)

### Les fanions

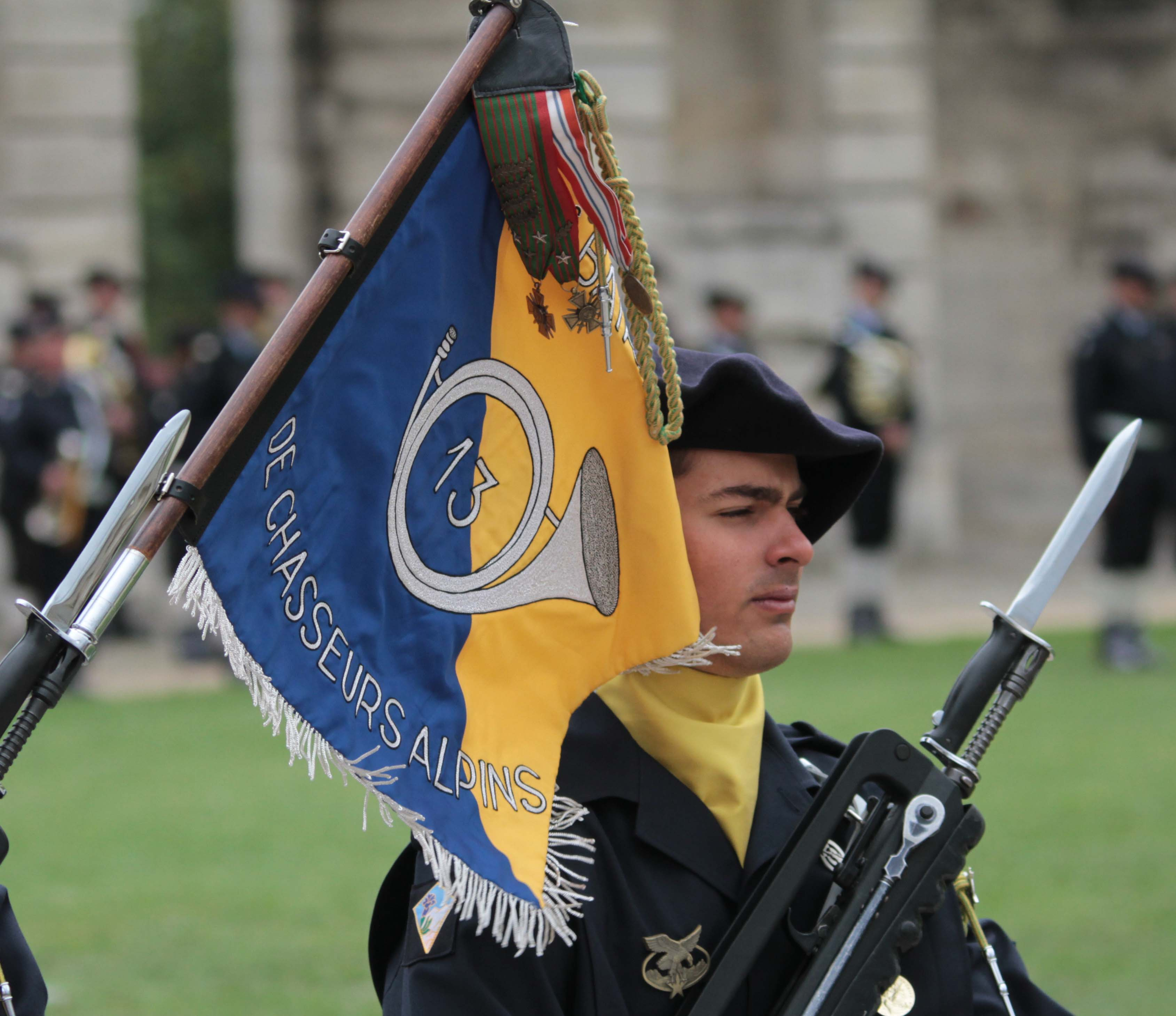
Le fanion du 13e BCA

Les fanions des bataillons étaient originellement de couleur verte et jonquille (la tradition des chasseurs veut qu'on ne prononce pas le mot « jaune » qui est remplacé par « jonquille ») puis ont varié entre 1873 et 1914, certains étaient bleu et jonquille, d'autres encore tricolores. C'est le fanion bleu et jonquille qui a fini par l'emporter. Le modèle original est composé d'un carré d'étamine de 0,50 × 0,50 m, coupé diagonalement à hauteur du bâton, le triangle inférieur bleu foncé, le triangle supérieur jonquille. Le cor traditionnel encadre le numéro du bataillon.
Le 24e GC a toujours conservé les couleurs verte et jonquille du fanion des chasseurs de la Garde impériale dont il est l'héritier. Le cimier de la hampe du fanion est un cor de chasse en métal argenté. Il existe les particularismes suivants pour les cimiers : coq pour le 1er bataillon de chasseurs ; kouba (improprement dénommée marabout) au centre du cor pour le 8e bataillon de chasseurs ; aigle impériale pour le 24e bataillon de chasseurs ; chamois au centre du corps pour le 30e bataillon de chasseurs. Depuis quelques années, les fanions ne comportent plus d'inscription de nom de batailles. Yvick Herniou et Éric Labayle, dans leur ouvrage Répertoire des corps de troupe de l'armée française pendant la Grande Guerre (tome 2), ont inventorié les inscriptions portées sur les fanions à l'issue du premier conflit mondial.

### La Tenue

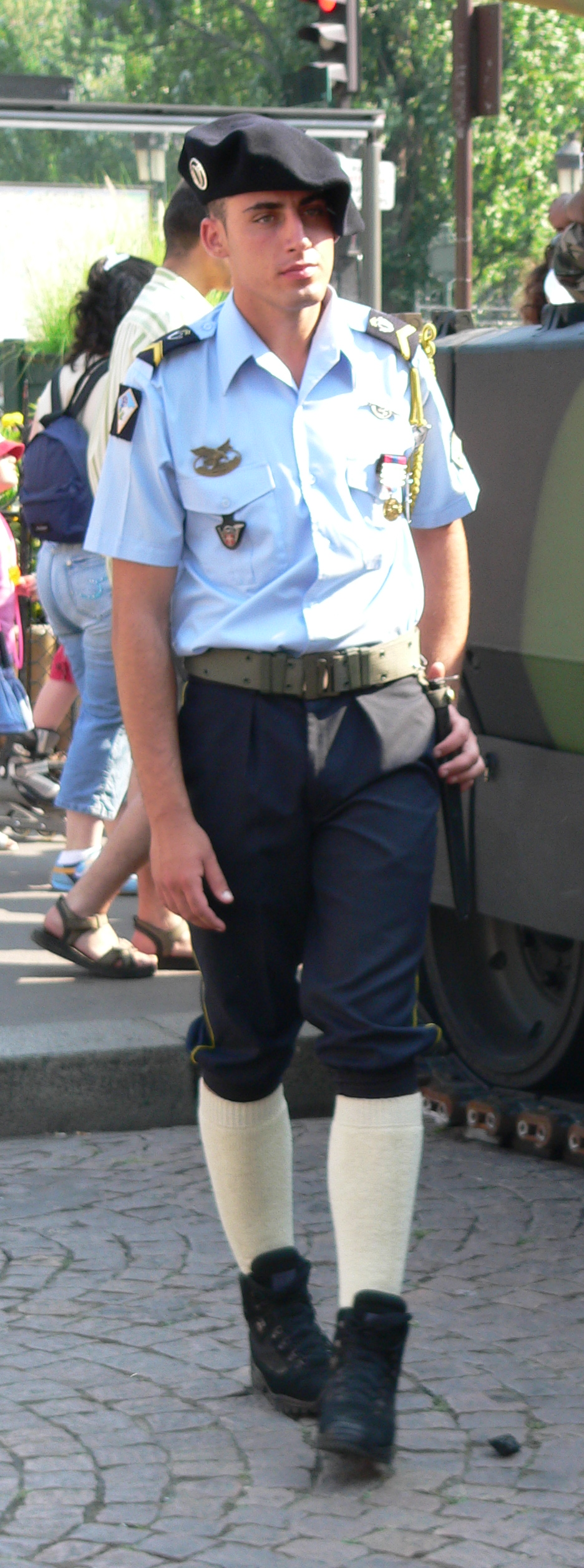
Tenue Solférino des chasseurs alpins.

En 1850, l'uniforme des chasseurs était composé d'une capote tunique bleu de roi, fermant sur la poitrine, passepoils jonquille au collet, aux parements et à la jupe. Pantalon gris de fer, avec passe poils jonquille. Veste  bleu de roi. Bonnet de police à visière fond bleu, avec passe poils jonquille. Manteau de drap gris de fer. Schako-casquette de drap bleu, passepoils jonquille, visière droite et piquée. Ceinturon de cuirs noir. Boutons à numéro.
Les chasseurs portent la tenue bleue avec l'insigne du bataillon comportant un cor de chasse d'argent.
Le pantalon de cette tenue est orné d'un fin passepoil jonquille. Cette tenue est donc différente des autres armes de l'Armée de terre qui portent une tenue générique (dite "Terre de France"). Le gilet d'arme et le plastron sont de couleur jonquille. Le képi est bleu foncé à soutache jonquille (soutache d'agent pour les officiers, major et adjudant-chefs, soutache d'or pour les adjudants et élèves-officiers, lorsque ces derniers conservaient leur tenue d'origine). Le bandeau du képi est en velours noir à compter du grade d'adjudant, en signe de deuil du Duc d'Orléans.
La tenue de tradition est la tenue Solférino. Elle est portée avec un blouson ou une chemisette en fonction de la météo. Des épaulettes sont ajoutées en certaines circonstances : elles sont vertes à tournante jonquille pour la troupe.

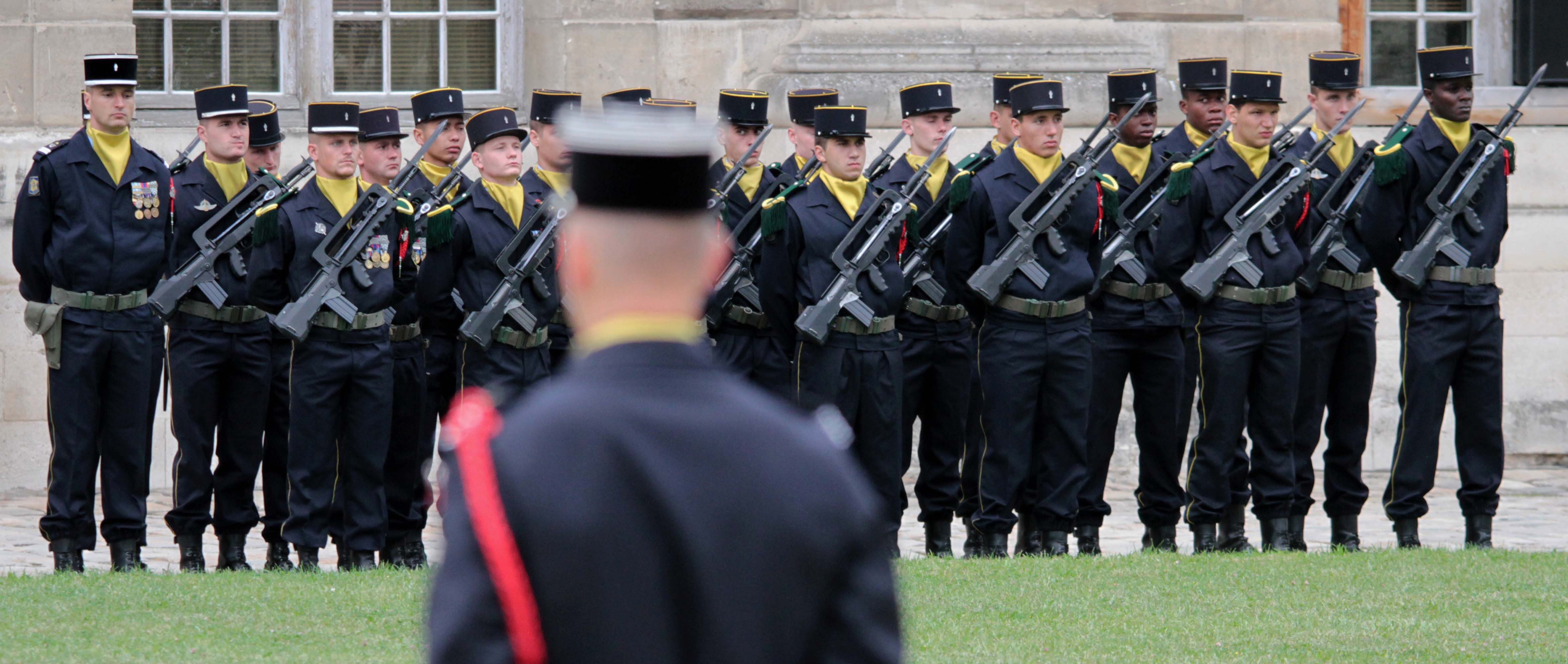
Tenue Solférino des chasseurs à pied.

L'écusson de manche modèle 1945 (losange) est bleu foncé timbré d'un cor de chasse et compte deux soutaches jonquilles pour les chasseurs hors de l'arme. Les chasseurs appartenant à un bataillon portent le même écusson ; le numéro du bataillon est inscrit au-dessus du cor. Il existe des particularismes : l'écusson du 10e Bataillon parachutiste de chasseurs à pied comporte trois soutaches ; l'écusson du Centre d'instruction et d'entrainement au combat en montagne, le 24e bataillon de chasseurs (CIECM/24e BCA) ne comporte pas de numéro, ce dernier est remplacé par une grenade ; l'écusson de la préparation militaire Sidi Brahim est inversé (fond jonquille, deux soutaches bleu foncé), le cor est remplacé par une grenade.

Les chasseurs alpins portent la tarte (large béret commun aux troupes de montagne), les chasseurs mécanisés portent le béret bleu foncé (dit béret "toutes armes"), les chasseurs portés portent le béret noir, les chasseurs à pied parachutistes portent également le béret bleu foncé, mais orné d'un demi-vol armé en lieu et place du cor de chasse.
L'écusson de manche modèle 1945 comporte, outre le cor d'argent et éventuellement le numéro de la demi-brigade ou du bataillon, deux soutaches jonquilles (trois soutaches pour les bataillon de chasseurs à pied parachutistes).

### Les refrains des bataillons[3]
Chaque bataillon a un refrain qui lui est propre. Ces refrains sont complètement différents entre eux aussi bien au niveau du ton que du texte. En effet, à l'heure des combats d'infanterie sans moyen de transmission, le clairon sonnait son refrain au cor. De ce fait, les généraux supervisant les combats connaissaient la position de leurs troupes.
Chaque nouveau chasseur doit connaître les 32 refrains des bataillons d'actives pour passer son « baptême chasseur » : 31 bataillons d'active existants en 1913 auxquels s'ajoute le 40e bataillon formé pour la conquête de Madagascar en 1895.
La tradition veut que chaque numéro de jour corresponde à un refrain chasseur. Il est de coutume de sonner chaque matin le refrain du jour avant l'appel de la compagnie.
| - 1er bataillon« Si l'septième de ligne a des couilles au cul C'est qu'le Premier Chasseurs les lui a foutues ! » - 2e bataillon« Le Commandant a mal aux dents, mes enfants ! » (bis) - 3e bataillon« V'la l'troisième, v'la l'troisième, qui rapplique au galop V'la l'troisième, v'la l'troisième, qui rapplique sac au dos ! » - 4e bataillon« Quatrième bataillon, Commandant Clinchant Toujours en avant ! » - 5e bataillon« Cinquième Bataillon ventre à terre Commandé par Certain Canrobert, en avant ! » - 6e bataillon« Le sixième est là, il est un peu là ! » - 7e bataillon« Bataillon, Bataillon, Bataillon de fer Bataillon, Bataillon, Bataillon d'acier ». - 8e bataillon« T'as beau courir, tu ne m'rattraperas pas ! » (bis) - 9e bataillon« Marie, j'ai vu ton cul tout nu Cochon, pourquoi le regardes-tu ? » - 10e bataillon« Dixième Bataillon, Commandant Mac-Mahon N'a pas peur du canon nom de nom » - 11e bataillon« Onzième Bataillon de Chasseurs Alpins Onzième Bataillon d'lapins » - 12e bataillon« Ah c'qu'il est con, c'qu’il est con l'Douzième Ah c'qu’il est con, c'qu’il est con c'con là ! » - 13e bataillon« Sans pain, sans fricot, au treizième on n'boit que d'l'eau ! » - 14e bataillon« La peau de mes roulettes pour une casquette La peau de mes rouleaux pour un shako ! » - 15e bataillon« Je fumerais bien une pipe Mais je n’ai pas de tabac ! » - 16e bataillon« Seizième Bataillon d'Chasseurs à pied Seizième Bataillon d'Acier ! » | - 17e bataillon« Cré nom d'un chien, nous voilà bien partis Cré nom d'un chien, nous voilà bien ! » - 18e bataillon« Encore un biffin d'enfilé, rompez, Encore un biffin d'enfilé ! » - 19e bataillon« Trou du cul, trou du cul plein de poils sales Trou du cul, trou du cul poilu ! » - 20e bataillon« Vingtième Bataillon, Commandant Cambriels, Les Chasseurs à pied ont des ailes ! » - 21e bataillon« En voulez-vous des kilomètres ? En voilà ! » - 22e bataillon« Encore un biffin de tombé dans la merde Encore un biffin d'emmerdé ! » - 23e bataillon« V'la le 23e, nom de Dieu, ça va barder ! » - 24e bataillon« Tout le long du bois, j'ai baisé Jeannette, Tout le long du bois, j'l'ai baisée trois fois ! » - 25e bataillon« Pas plus con qu'un autre nom de nom, Mais toujours autant ! » (ou content) - 26e bataillon« Tu m'emmerdes et tu m'fais chier, tu m'dis ça c'est pour blaguer ! » - 27e bataillon« Si vous avez des couilles, il faudra le montrer ! » - 28e bataillon« Saut'Putten ; t'auras d'la saucisse, Saut'Putten, t'auras du boudin ! » - 29e bataillon« C'est le Vingt-neuvième, qui n'a pas d'pain Qui crève de faim, qui marche quand même ! » - 30e bataillon« Il était un p'tit homme, Tout habillé de bleu, nom de Dieu ! » (ou sacrebleu) - 31e bataillon« Trente-et-unième, l'dernier v'nu, Pas l'plus mal foutu ! » - 40e bataillon« Trou du cul de la reine des Hovas ! » |

Les bataillons de réserve, les bataillons territoriaux et bataillons de marche ont également eu leur refrain, par exemple :
- 32e bataillon (de marche) : "Si j'avais du pinard, j'en boirais bien une goutte ! Si j'avais du pinard j'en boirais bien un quart !".
- 53e bataillon (bataillon de réserve du 13e BCA) : "Sans fricot, sans pain, au 53 on n'boit qu'du vin !".
- 87e bataillon (territorial[réf. nécessaire]) : "Le commandant a dit mes enfants vous êt' de sacrés lurons !".

La Ritournelle : "Les chasseurs en avant, l'artillerie au milieu, les bifins, les bifins en arrière. Les chasseurs en avant, l'artillerie au milieu, les bifins, les bifins à la queue".

### Les chants
- La Sidi-Brahim
- La Protestation :

Nous sommes trente mille braves,

aux képis sombres, aux manteaux bleus,

et nous voyons même les zouaves

derrière nous courir au feu.
Vous qui voulez qu'on nous supprime,

qu'avez-vous à nous reprocher ?

En guerre, en paix, notre seul crime,

c'est de savoir trop bien marcher.
Ne touchez pas aux corps d'élite

chasseurs, chasseurs, pressons le pas.

Nous voulons bien marcher plus vite,

mais qu'on ne nous supprime pas !
Encore un carreau d'cassé,

v'là l'vitrier qui passe,

Encore un carreau d'cassé,

v'là l'vitrier passé… Il est passé ! »"

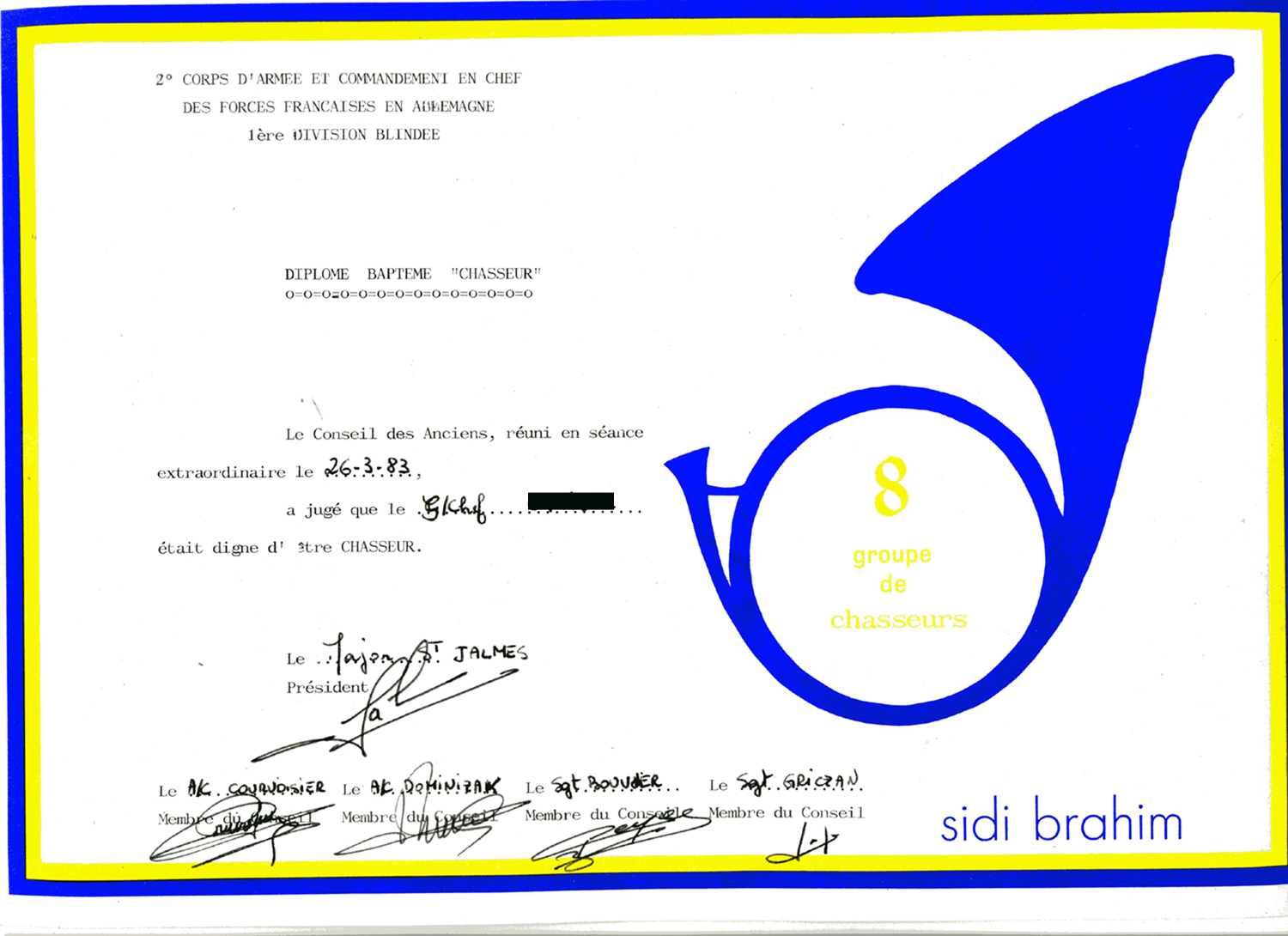
Diplôme baptême « Chasseur »

### Le vocabulaire
Les chasseurs emploient traditionnellement tout un vocabulaire, destiné particulièrement à se distinguer de l'infanterie de ligne. Ainsi, on ne dit pas :
- la musique du bataillon mais la fanfare
- le tambour mais la caisse claire
- la caserne mais le quartier
- l'uniforme mais la tenue
- la capote mais le manteau
- jaune mais jonquille
- rouge mais bleu-cerise, sauf pour le drapeau, la légion d'honneur et les lèvres de la femme aimée... Quant au sang, il est vert, car, dans la Protestation des Chasseurs, le "sang versé pour la France" (sang vert c'est pour la France)[5].
- la fanfare ne joue pas mais sonne.

Par contre on appelle :
- la tarte : le grand béret du chasseur alpin,
- le pas chasseur : le pas  accéléré de défilé de l'unité de chasseurs à la cadence de 140 pas par minute,

## Unités de chasseurs à pied
- Liste des unités de chasseurs à pied de l’armée française